# Ларва, Харри
Харри Эдвин Ларва (настоящее имя Харри Эдвин Лагерстрём; фин. Harry Edvin Lagerström) — финский легкоатлет, который специализировался в беге на средние дистанции. Олимпийский чемпион 1928 года в беге на 1500 метров с результатом 3.52,0. На олимпийских играх 1932 года также бежал дистанцию 1500 метров, на которой занял 10-е место. Чемпион Финляндии в беге на 800 метров в 1928, 1929, 1930 и 1934 годах.
Сменил имя в 1928 году по требованию президента союза легкоатлетов Финляндии Урхо Кекконена, так как его имя не звучит как финское.